# Jahner-Bakos Mihály
Jahner-Bakos Mihály (születési neve Bakos Mihály; Budapest, 1912. december 6. – 1994. június 5.) magyar jogász, az igazságügyi miniszter helyettese, 1958 és 1963 között a Legfelsőbb Bíróság elnöke. 

## Életpályája
Eredetileg sütőmunkás volt. 1931-től vett részt a munkásmozgalomban. 1944-ben szerzett jogi diplomát. 1945-től a Népbíróságon,1948-tól a Népügyészségen dolgozott. Ezután 1949-től Budapesti Hadbíróságon, 1951-től a Katonai Felsőbíróságon teljesített szolgálatot. 1954-től az utóbb említett bíróság helyettes vezetője volt. 1957-ben az igazságügyminiszter helyettesévé nevezték ki.
1958. március 25. és 1963. április 30. között a Legfelsőbb Bíróság elnöke volt. Eltávolítása összefüggésben volt az MSZMP KB 1962. augusztusi határozatával, amely a megtorló jellegű büntetőügyekben eljáró bíráknak és ügyészeknek az igazságügyi apparátusból való eltávolítását célozta. 
Ezután haláláig az Apró Antalnak is kiutalt villa egy részében lakott.